# كريس مارتن (لاعب كرة قدم بريطاني)
كريس مارتن (بالإنجليزية: Chris Martin)‏ (21 يوليو 1990 في المملكة المتحدة - ) هو لاعب كرة قدم بريطاني في مركز حراسة المرمى. لعب مع بورت فايل ونوتينغهام فورست وIlkeston F.C. ‏ وKidsgrove Athletic F.C. ‏ وليك تاون ‏ وMickleover F.C. ‏.

## وصلات خارجية
- كريس مارتن على موقع قاعدة بيانات كرة القدم.إي يو (الإنجليزية)
- كريس مارتن على موقع Soccerbase.com (لاعب) (الإنجليزية)